# 德國國防軍陸軍第359步兵師
德國國防軍陸軍第359步兵師（德語：359. Infanterie-Division）是納粹德國國防軍陸軍的一個步兵師。該師於1943年11月組建。
該師組建後，於1944年3月調往東線，此後一直在當地作戰。
該師最後於1945年5月在布勞瑙附近向苏联红军投降。

## 註腳
1. ↑  Mitcham（2007年）